# Venus Williams
Venus Ebony Starr Williams (Lynwood, SAD, 17. lipnja 1980.) je američka profesionalna tenisačica, bivši broj 1. na WTA ljestvici tenisačica.
U karijeri je osvojila impozantnih 45 WTA turnira: 33 u pojedinačnoj konkurenciji, 10 u igri ženskih parova te 2 u mješovitim parovima. Grand Slam naslove je osvajala u pojedinačnoj konkurenciji 5 puta u ukupno 11 ostvarenih finala. U karijeri ima i dvije olimpijske zlatne medalje, obje s Igara u Sydneyu 2000. godine. Poznata je po najbržem izmjerenom servisu u povijesti ženskog tenisa; njen servis je iznosio iznad 200 km/h (125 mph). 
Venus i njena sestra Serena Williams, također uspješna tenisačica, zajedno čine jednu od najuspješnijih sportskih obitelji u povijesti.